# SpVgg Weiden 2010
Maillots
Le SpVgg Weiden 2010 est un club allemand de football localisé à Weiden en Bavière.
Ce club fut reconstitué durant l’hiver 2010-2011, après que son prédécesseur (le SpVgg Weiden) eut été déclaré en faillite.

## Histoire
Le club a son origine en 1912 lors de la création d’une section football au sein du cercle gymnique du Turnerbund Weiden. L’équipe devient indépendante le 19 janvier 1924. Elle obtient différents succès locaux en 1924 (Kreismeisterschaft Nordostbayern) puis encore en 1931 quand elle fut championne de Oberfranken (Haute-Francoie). Ce titre lui permit de monter en Bezirksliga Bayern  pour une saison.
Entre 1929 et 1934, le club s’associe avec le Fußball Club Windischeschenbach et joue sous l’appellation de SpVgg Weiden-Windischeschenbach.
En 1934, le cercle se qualifie pour accéder à la Gailiga Bayern, une des seize ligues (équivalent D1), créées en 1933 sur l’exigence des Nazis dès leur arrivée au pouvoir. L’équipe ne preste qu’un championnat puis est reléguée. Malgré des titres locaux, le club doit attendre 1941 pour remonter en Gauliga. À ce moment-là, le SpVgg Weiden est contraint de s’associer avec le Reichsbahn SV Weiden pour pouvoir continuer de jouer sous le nom de Reichsbahn Sport-und Spielvereinigung Weiden jusqu’au terme de la Seconde Guerre mondiale.
En 1945, le club est dissous par les Alliés, comme tous les clubs et associations allemands (voir Directive n°23). Le cercle est rapidement reconstitué et recommence à jouer dans des séries locales puis, en 1947, il accède à la Landesliga Bayern.
Ensuite, le SpVgg Weiden évolue dans le haut du classement de l’Amateurliga Bayern (3e niveau) avec, lors de la saison 1954-1955, une courte apparition en 2. Oberliga Süd (2e niveau de la hiérarchie). 
Lors de la création de la Bundesliga, en 1963, les séries et ligues sont restructurées. Le SpVgg Weiden ne parvient pas à se qualifier pour l’Amateurliga Bayern et redescend au niveau 4 (Landesliga Bayern-Mitte). Le cercle y remporte d’emblée le titre et revient en Amateurliga Bayern où il poursuit sur sa lancée et conquiert un nouveau sacre qui lui ouvre les portes de la Regionalliga Süd, la Division 2 de l’époque. Les succès s’arrêtent et après une saison délicate au niveau 2, Weiden redescend.
Après des places de vice-champion en 1971 et 1972, le cercle descend au niveau 4 en 1975.
Entre 1977 et 1981, le SpVgg Weiden sombre dans l’anonymat et recule au 5e étage de la pyramide du football allemand. Il remonte progressivement et au terme de la saison 1984-1985, le SpVgg monte en Oberliga Bayern, c’est-à-dire en Division 3.
Relégué en 1987, le cercle remonte l’année suivante et se maintient jusqu’en 1993 (décrochant la 3e place en 1991).
Revenu en Landesliga Mitte Bayern, le SpVgg Weiden subit les effets de la restructuration des ligues allemandes faisant suite à la Chute du Mur de Berlin et au retour des clubs est-allemands au sein de la DFB. L’instauration, en 1994 des Regionalligen au niveau 3 fait reculer les autres séries d’un rang. La Landesliga Mitte Bayern devient donc niveau 5.
Vice-champion en 1995, le SpVgg remonte en Oberliga Bayern et n’y reste jusqu’en 2005. Le cercle rejoue alors au 5e niveau pendant une saison et remonte immédiatement en Oberliga.
Classé 8e en fin de compétition 2007-2008, le SpVgg Weiden reste en Oberliga mais ce fut la Ligue qui le fit descendre d’un étage passant du 4 au 5 en raison de l’instauration de la 3. Liga, la saison suivante.
En 2009, le SpVgg remporte le titre de l’Oberliga Bayern et monte en Regionalliga Sud. Le club termine sa première saison à la 10e place mais lors de la compétition suivante, le club est déclaré en faillite, le 30 novembre 2010. Son déficit s’élevait à près d’un million d’euros. Tous ses points lui sont retirés et sa relégation d’office confirmée (le SSV Ulm 1846 fut dans le même cas dans la même série de Regionalliga). 
Rapidement, la direction du club réagit et le cercle est reconstitué sous l’appellation de SpVgg Weiden 2010.

## Palmarès
- Champion du Haut-Palatinat/Basse Bavière: 1934, 1940, 1941
- Champion de l’Amateurliga Bayern: 1954, 1965
- Champion de la Landesliga Bayern-Mitte: 1964, 1985, 1988, 2006
- Champion de l’Oberliga Bayern: 2009
- Vainqueur de la Oberpfalz Pokal: 1996, 1997, 2009